# 獅子吼
獅子吼，或作師子吼（師爲獅的古字）、獅子音吼，佛教術語；因狮子是万兽的國王，譬喻佛陀是人天极尊，以狮子吼声之震撼、响亮，譬喻佛陀宣说佛法之稀有、無畏。狮子吼常用来比喻釋迦牟尼佛及其弟子用來降服外道的一種説法方式，如《長阿含經》記載：“如來與大衆中廣説法時，自在無畏，故號師子”，《阿彌托經義疏》：“獅子一吼，百獸皆死，喻佛說法，魔外消亡”。
《大正藏》中的大乘佛教經典將其作為佛陀出生即始擁有的能力。但美國贝兹学院教授約翰·S·斯特朗認爲它也可能只是用來比喻佛陀成道後可以回答任何提問的智力。
阿罗汉賓頭盧尊者為佛陀弟子中“獅子吼第一”，此外還有文殊師利菩薩所化的獅子吼菩薩，另《大方廣佛華嚴經卷》：“菩薩摩訶薩有十种獅子吼”。
後世這個詞被民俗化用，如宋朝蘇軾以「河東獅子吼」比喻悍婦。而金庸在他的小説中則將其當作一種武功。舞獅表演也有一種叫“獅子吼”的概念。